# Kurkowe Bractwo Strzeleckie w Środzie Wielkopolskiej
Kurkowe Bractwo Strzeleckie w Środzie Wielkopolskiej – jedno z najstarszych Bractw Kurkowych w Wielkopolsce, istniejące od 1637 do 1939 r., reaktywowane w 2001 r. Aktualnie Bractwo liczy 32 czynnych członków.

## Powstanie Bractwa
Pierwszą wzmianką o Bractwie jest przywilej nadający prawo działalności Bractwu Strzeleckiemu w Środzie Wielkopolskiej, pochodził od króla Władysława IV Wazy z dnia 15 czerwca 1637 roku Potwierdzili później ten przywilej królowie:
- August III (11 grudnia 1746 roku),
- Stanisław August Poniatowski (29 stycznia 1774 roku).

W okresie zaborów, Prusacy zatwierdzili ustawy strzeleckie w Środzie Wielkopolskiej w dniu 27 grudnia 1839 roku. Później przywileje Bractwa potwierdziła Królewska Regencja w Poznaniu dnia 29 stycznia 1874 roku. Po odzyskaniu niepodległości przez Polskę, już w kwietniu 1922 roku – Wojewoda Poznański zatwierdził działalność Bractwa Strzeleckiego. W końcu nowe przepisy Bractwa uchwalono w dniu 19 maja 1933 – noszą one już nazwę statutu. Wiązało się to z nową ustawą z dnia 7 października 1932 roku „O Stowarzyszeniach” uchwaloną przez Sejm R.P. – ustalono też wówczas jednolitą nazwę „Kurkowe Bractwo Strzeleckie” w Środzie Wielkopolskiej.

## Organizacja – członkowie Bractwa
Przez cały wiek XIX aż do I wojny światowej, Zarząd Bractwa w Środzie Wielkopolskiej, składał się z 8 członków zwanych „dyrekcją”. Następnie po I wojnie światowej z 6 osób, od 1927 roku – z 7 osób, a od 1934 roku już z 15 osób. Wyboru dokonywało Walne Zebranie, zwane też „zgromadzeniem” i było ono najwyższą władzą Bractwa. Poza tym powoływane w ramach Bractwa od 1910 roku „Komisję Rewizyjną”, a od 1934 roku – „Komisję Ogrodowo – Budowlaną”, od 1925 roku wybierano także „Sąd Honorowy” – do rozsądzania spraw członkowskich. Szczególnie zasłużonymi, długoletnimi prezesami w latach 1906–1939 byli:
- miejscowy lekarz dr Liebek – od 1906 – 1912 roku,
- Józef Kłosowicz – od 1913 – 1918 roku oraz od 1923 – 1925 roku,
- lekarz dr Opieliński – od 1919 – 1922 roku,
- Ignacy Nowak – 1926 – 1932 roku,
- Edmund Bembnista – 1933 – 1939 roku,

W drugiej połowie XIX wieku, aż do wybuchu I wojny światowej do Bractwa należało od 55 do 77 osób. Natomiast w 1923 roku już 162 osoby. Od 1926 roku nastąpił znowu spadek ilościowy członków. W roku 1938 należało do Bractwa tylko 49 osób, nieznaczny wzrost liczby członków notujemy w 1939r – 57osób, co było związane z nastrojami zbliżającej się wojny. Członkami Średzkiego Bractwa były osoby różnych zawodów z samej Środy, a także z okolic. Do Bractwa przystępowała także szlachta: w 1849 roku „za godnych członków z zaszczytem uznali” hrabia Wiktor Szołdrski – dziedzic dóbr Brodowa, w 1850 roku Włodzimierz Wolniewicz – dziedzic dóbr Dębna, Alfons Białkowski – dziedzic dóbr Pierzchna. W latach 1967–1889 wstępują do Bractwa: adwokat i notariusz – Józef Węclowski, lekarz – Marceli Lewicki, rolnik – Roman Jesionka, oraz osoby takich zawodów jak: oberżysta, szewc, majster murarski, restaurator, bednarz, rzeźnik, cieśla, kowal, stolarz, właściciel wiatraka, kupiec. Tak więc Bractwo Strzeleckie w Środzie Wielkopolskiej jednoczyło wszystkich obywateli. Między innymi w pierwszych latach po wojnie przyjęto do Bractwa Adolfa Bnińskiego – właściciela Gułtów. Reaktywowane po I wojnie światowej Bractwo Kurkowe w Środzie działało nieprzerwanie aż do 1939 roku. W roku 1927 w okresie największego rozkwitu, Bractwo w Środzie Wielkopolskiej liczyło 232 członków.

## Działalność – Turnieje Królewskie
Podstawową działalnością Bractwa były uroczystości związane z ćwiczeniami strzeleckimi, które miały jednak charakter zawodów, a więc było to strzelanie do tarczy królewskiej. Zawody te odbywały się corocznie i odbywały się w drugi dzień Zielonych Świąt. Strzelanie do tarczy królewskiej rozpoczynali zwykle zaproszeni goście, którzy oddawali strzały w imieniu Króla. W dwudziestoleciu międzywojennym strzelali goście w zastępstwie Prezydenta R.P., a w późniejszych latach za Prymasa Polski, a także za Marszałka Polski. W latach 1920–1939 honory Króla Bractwa Kurkowego w Środzie Wielkopolskiej, pełnili bracia: Władysław Grześkowiak, Edmund Bembnista, Józef Michalski, Leon Męski, Władysław Rajewicz, Tadeusz Kraski, Henryk Namysłowski, Adam Woźny, Ignacy Nowak, Ignacy Bartylak, Franciszek Xawery Świt, Zygmunt Sikorski, Antoni Kolat. Stwierdzić należy, jak to wynika z działalności Bractwa, że najważniejszą osobą w Bractwie Kurkowym zawsze był Król Kurkowy. W sierpniu lub wrześniu odbywały się strzelania żniwne. Najlepszy strzelec był nazywany „Królem Żniwnym” – dwóch następnych rycerzami żniwnymi.

## Majątek Bractwa – Strzelnica
W drugiej połowie XIX wieku, Bractwo Strzeleckie w Środzie Wielkopolskiej nabyło na własność przy ul. Strzeleckiej teren pod strzelnicę. W 1987 roku odkupiono od miasta za 300 marek parcelę, a w 1924 roku powiększając teren strzelnicy, dokupiono od Urzędu Ziemskiego w Poznaniu parcelę przylegającą do strzelnicy, a rozciągającą się pomiędzy szosą do Kostrzyna i drogą Babińską. Można stwierdzić, że w 1927 roku, Średzkie Bractwo posiadało teren o wielkości około 4 ha (14 mórg). Na to składało się około 4 mórg (poznańskich), zwanych plantacją, na której mieścił się park, a w nim restauracja, strzelnica, salka z mieszkaniem i przynależnymi budynkami, 3 morgi ogrodu warzywnego oraz 8 mórg ziemi ornej, boisko sportowe, 2 korty tenisowe i kręgielnia. W roku 1939 Bractwo w Środzie Wielkopolskiej liczyło 57 osób, a ostatnim prezesem Bractwa w przedwojennej Środzie był Edmund Bembnista, pełniąc również zaszczytną rolę Króla Kurkowego.